# Paulo Halm
Paulo Halm (Rio de Janeiro, 15 de março de 1962) é um roteirista e diretor de cinema brasileiro, bacharel em cinema pela Universidade Federal Fluminense (UFF).

## Carreira

### Cinema
Trabalhos de Paulo Halm como roteirista de longa-metragem:
- Pequeno Dicionário Amoroso
- Amores Possíveis (de Sandra Werneck)
- Guerra de Canudos
- Mauá - O Imperador e o Rei (de Sergio Rezende)
- A Maldição do Sanpaku
- Quem Matou Pixote?
- Dois Perdidos Numa Noite Suja
- Achados e Perdidos (de José Joffily)
- O sonho de Rose (documentário de Tetê Moraes)
- A Casa da Mãe Joana
- Histórias de Amor Duram Apenas 90 Minutos

Participou ainda dos roteiros de Cazuza - O Tempo Não Para (Sandra Werneck e Walter Carvalho) e Mais Uma Vez Amor (Rosane Svartman), além do documentário O Sol - Caminhando contra o vento (de Tetê Moraes e Marta Alencar).
Entre seus últimos trabalhos como roteirista estão: "Meu Nome Não É Johnny", "Antes que o Mundo Acabe", "Olhos Azuis", e "Sexo, Crochê e Bicicletas".
Como diretor, realizou diversos curtas e médias metragens:
- PSW, uma crônica subversiva (1988)
- Biu (1995)
- Bela e Galhofeira (1998)
- Retrato do Artista com um 38 na Mão (2000)
- O resto é silêncio (2003)
- Oficina do Diabo (2003)
- Maria, Ana Maria, Mariana (2006).

### Televisão
| Ano  | Título                      | Escalação       | Parceiros titulares                          | Emissora      |
| ---- | --------------------------- | --------------- | -------------------------------------------- | ------------- |
| 1991 | Amazônia                    | colaborador     | Denise Bandeira Jorge Duran                  | Rede Manchete |
| 1991 | O Farol                     | autor principal |                                              | Rede Manchete |
| 2008 | Dicas de um Sedutor         | roteirista      | Rosane Svartman Ricardo Perroni José Lavigne | Rede Globo    |
| 2012 | Malhação                    | Colaborador     | Rosane Svartman Glória Barreto               | Rede Globo    |
| 2014 | Malhação                    | autor principal | Rosane Svartman                              | Rede Globo    |
| 2015 | Totalmente Demais           | autor principal | Rosane Svartman                              | Rede Globo    |
| 2016 | Totalmente Sem Noção Demais | autor principal | Rosane Svartman                              | Rede Globo    |
| 2019 | Bom Sucesso                 | autor principal | Rosane Svartman                              | Rede Globo    |

## Outras informações
Foi co-produtor executivo do longa "Quem Matou Pixote?" e dirigiu para a TV Escola a série "Trama do Olhar" e o documentário "Veredas"
É coordenador do núcleo de dramaturgia da Escola de Cinema Darcy Ribeiro, onde ministra aulas de roteiro e direção.
Foi premiado pela Academia Brasileira de Letras (ABL) pelo roteiro de "Achados e Perdidos", no ano da criação desta modalidade de premiação pela ABL, em 2007.
É fundador e diretor da Autores de Cinema, entidade que organiza os roteiristas no Brasil.